# Temporada 2010 de NASCAR Camping World Truck Series

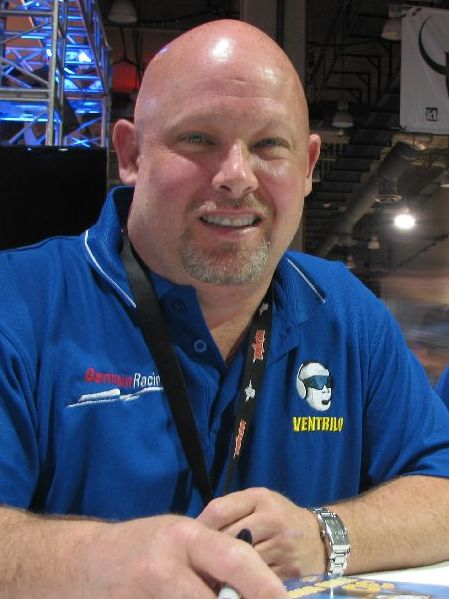
Todd Bodine, el campeón 2010 de la categoría, corriendo para Germain Racing.

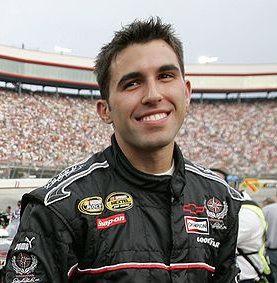
Aric Almirola terminó segundo en el campeonato detrás de Bodine por 207 puntos

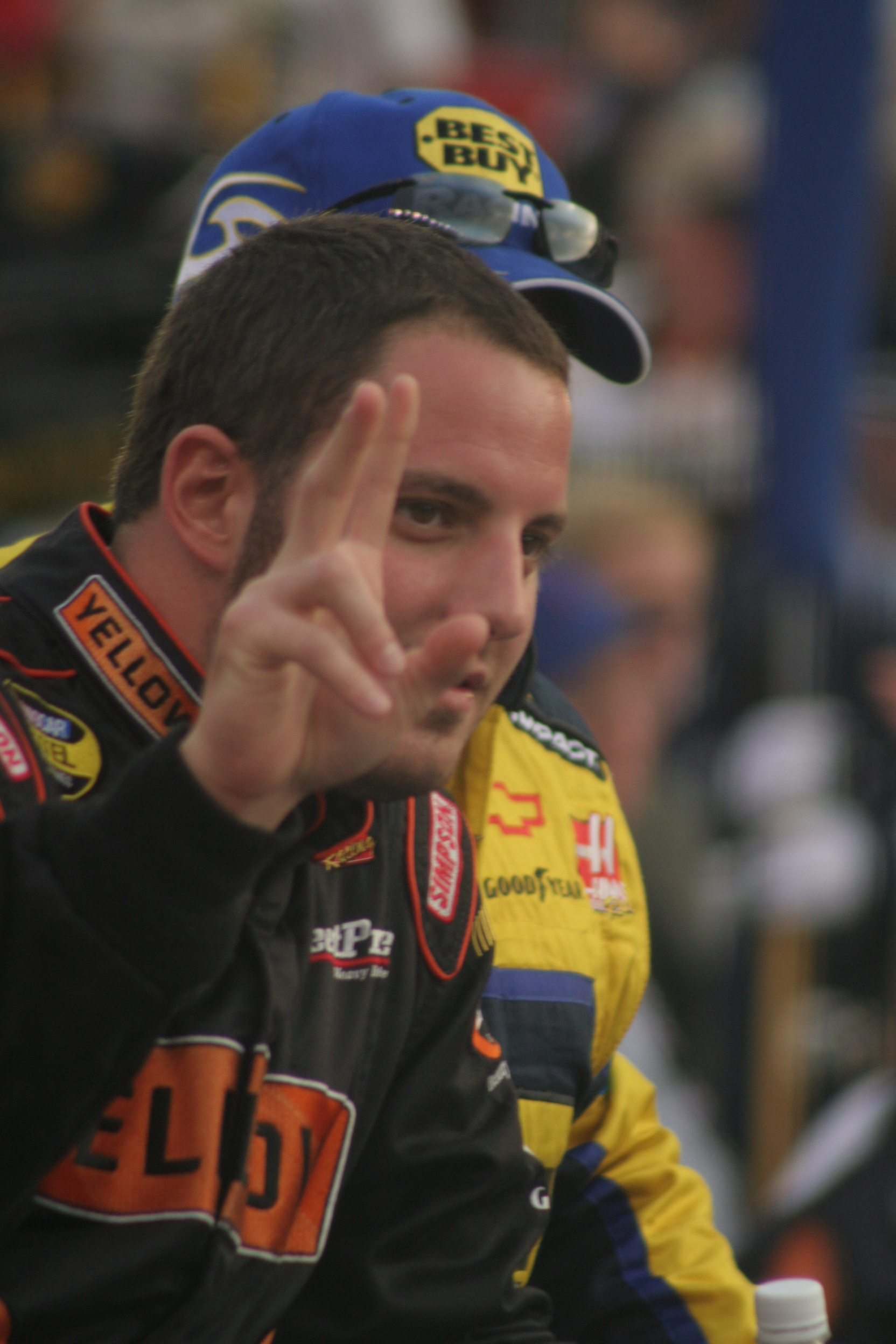
Johnny Sauter finalizó tercero en el campeonato

La temporada 2010 de NASCAR Camping World Truck Series inició el 12 de febrero en Daytona International Speedway con el evento NextEra Energy Resources 250 y finalizó el 19 de noviembre en Homestead-Miami Speedway con el evento Ford 200. Este año regresa la pista Darlington Raceway por primera vez desde 2004, reemplazando a la pista Milwaukee Mile, y será la primera vez que albergara las pistas de Pocono Raceway y Auto Club Speedway. Después del cierre de Memphis Motorsports Park, una segunda carrera fue añadida a Nashville Superspeedway.

## Calendario
| Fecha            | Evento                               | Lugar                           | Distania                    | Tiempo   | TV    | Ganador        |  |
| ---------------- | ------------------------------------ | ------------------------------- | --------------------------- | -------- | ----- | -------------- |  |
| 13 de febrero    | NextEra Energy Resources 250         | Daytona International Speedway  | 100 vueltas / 250 millas    | 8 PM     | Speed | Timothy Peters |  |
| 6 de marzo       | E-Z-GO 200                           | Atlanta Motor Speedway          | 130 vueltas / 200 millas    | 2 PM     | Speed | Kevin Harvick  |  |
| 27 de marzo      | Kroger 250                           | Martinsville Speedway           | 250 vueltas / 131.5 millas  | 2 PM     | Speed | Kevin Harvick  |  |
| 2 de abril       | Nashville 200                        | Nashville Superspeedway         | 150 vueltas / 200 millas    | 8 PM     | Speed | Kyle Busch     |  |
| 2 de mayo        | O'Reilly Auto Parts 250              | Kansas Speedway                 | 167 vueltas / 250.5 millas  | 1 PM     | Speed | Johnny Sauter  |  |
| 14 de mayo       | AAA 200                              | Dover International Speedway    | 200 vueltas / 200 millas    | 5 PM     | Speed | Aric Almirola  |  |
| 21 de mayo       | North Carolina Education Lottery 200 | Charlotte Motor Speedway        | 134 vueltas / 201 millas    | 8 PM     | Speed | Kyle Busch     |  |
| 4 de junio       | WinStar World Casino 400             | Texas Motor Speedway            | 167 vueltas / 400km         | 8 PM     | Speed | Todd Bodine    |  |
| 12 de junio      | VFW 200                              | Michigan International Speedway | 100 vueltas / 200 millas    | 1:30 PM  | Speed | Aric Almirola  |  |
| 11 de julio      | Lucas Oil 200                        | Iowa Speedway                   | 200 vueltas / 187.5 millas  | 1:30 PM  | Speed | Austin Dillon  |  |
| 16 de julio*     | CampingWorld.com 200                 | Gateway International Raceway   | 160 vueltas / 200 millas    | 8 PM     | Speed | Kevin Harvick  |  |
| 23 de julio      | Toyota Tundra 200                    | O'Reilly Raceway Park           | 200 vueltas / 137.2 millas  | 8 PM     | Speed | Ron Hornaday   |  |
| 31 de julio      | Pocono Mountains 125                 | Pocono Raceway                  | 50 vueltas / 125 millas     | 12:30 PM | Speed | Elliott Sadler |  |
| 7 de agosto      | Toyota Tundra 200                    | Nashville Superspeedway         | 150 vueltas / 200 millas    | 8:30 PM  | Speed | Todd Bodine    |  |
| 14 de agosto     | Darlington 200                       | Darlington Raceway              | 147 vueltas / 200.8 millas  | 7:30 PM  | Speed | Todd Bodine    |  |
| 18 de agosto     | O'Reilly Auto Parts 200              | Bristol Motor Speedway          | 200 vueltas / 106.6 millas  | 8 PM     | Speed | Kyle Busch     |  |
| 27 de agosto     | Joliet 225                           | Chicagoland Speedway            | 150 vueltas / 225 millas    | 9 PM     | Speed | Kyle Busch     |  |
| 3 de septiembre  | Built Ford Tough 225                 | Kentucky Speedway               | 150 vueltas / 225 millas    | 8 PM     | Speed | Todd Bodine    |  |
| 18 de septiembre | New Hampshire 175                    | New Hampshire Motor Speedway    | 175 vueltas / 185.15 millas | 2:30 PM  | Speed | Kyle Busch     |  |
| 25 de septiembre | Las Vegas 350                        | Las Vegas Motor Speedway        | 146 vueltas / 350k          | 9 PM     | Speed | Austin Dillon  |  |
| 23 de octubre    | Kroger 200                           | Martinsville Speedway           | 200 vueltas / 105.2 millas  | 1 PM     | Speed | Ron Hornaday   |  |
| 30 de octubre    | Mtn. Dew 250 fueled by Fred's        | Talladega Superspeedway         | 94 vueltas / 250.04 millas  | 3 PM     | Speed | Kyle Busch     |  |
| 5 de noviembre   | WinStar World Casino 350             | Texas Motor Speedway            | 146 vueltas / 350km         | 8 PM     | Speed | Kyle Busch     |  |
| 12 de noviembre  | Lucas Oil 150                        | Phoenix International Raceway   | 150 vueltas / 150 millas    | 8 PM     | Speed | Clint Bowyer   |  |
| 19 de noviembre  | Ford 200                             | Homestead-Miami Speedway        | 134 vueltas / 201 millas    | 8 PM     | Speed | Kyle Busch     |  |

- Transmitido en SPEED el 17 de julio.

## Equipos
| Equipo                      | Camioneta(s)        | #  | Conductor(es)          | Rondas          |
| --------------------------- | ------------------- | -- | ---------------------- | --------------- |
| Daisy Ramírez Motorsports   | Chevrolet Silverado | 00 | Carlos Contreras       | 1               |
| Daisy Ramírez Motorsports   | Chevrolet Silverado | 01 | J. J. Yeley            | 1               |
| Daisy Ramírez Motorsports   | Chevrolet Silverado | 01 | Carl Long              | 2, 5–6, 10      |
| Daisy Ramírez Motorsports   | Chevrolet Silverado | 01 | Mike Harmon            | 3               |
| Daisy Ramírez Motorsports   | Chevrolet Silverado | 01 | Dillon Oliver          | 4               |
| Daisy Ramírez Motorsports   | Chevrolet Silverado | 01 | Michael Guerity        | 7, 9            |
| Daisy Ramírez Motorsports   | Chevrolet Silverado | 01 | Joe Aramendia          | 8               |
| Red Horse Racing            | Toyota Tundra       | 1  | Nelson Piquet, Jr. (R) | 1               |
| Red Horse Racing            | Toyota Tundra       | 7  | Justin Lofton (R)      | 1–10            |
| Red Horse Racing            | Toyota Tundra       | 17 | Timothy Peters         | 1–10            |
| Kevin Harvick Incorporated  | Chevrolet Silverado | 2  | Elliott Sadler         | 1, 6–7, 9       |
| Kevin Harvick Incorporated  | Chevrolet Silverado | 2  | Kevin Harvick          | 2–4             |
| Kevin Harvick Incorporated  | Chevrolet Silverado | 2  | Ken Schrader           | 5, 8, 10        |
| Kevin Harvick Incorporated  | Chevrolet Silverado | 33 | Ron Hornaday           | 1–10            |
| Richard Childress Racing    | Chevrolet Silverado | 3  | Austin Dillon (R)      | 1–10            |
| Turner Motorsports          | Chevrolet Silverado | 4  | Ricky Carmichael       | 1–10            |
| Turner Motorsports          | Chevrolet Silverado | 31 | James Buescher         | 6–10            |
| Randy Moss Motorsports      | Toyota Tundra       | 5  | Mike Skinner           | 1–10            |
| Randy Moss Motorsports      | Toyota Tundra       | 81 | David Starr            | 1–10            |
| Brackett Family Motorsports | Chevrolet Silverado | 06 | Dale Brackett          | 3               |
| Rick Ware Racing            | Chevrolet Silverado | 6  | Donnie Neuenberger     | 1–2, 6, 9       |
| Rick Ware Racing            | Chevrolet Silverado | 6  | D. J. Kennington       | 3               |
| Rick Ware Racing            | Chevrolet Silverado | 6  | Brian Rose             | 4–5             |
| Rick Ware Racing            | Chevrolet Silverado | 6  | J. C. Stout            | 7, 10           |
| Rick Ware Racing            | Chevrolet Silverado | 6  | Michael Guerity        | 8               |
| Rick Ware Racing            | Chevrolet Silverado | 16 | Donnie Neuenberger     | 8               |
| Rick Ware Racing            | Chevrolet Silverado | 16 | J. C. Stout            | 9               |
| Rick Ware Racing            | Chevrolet Silverado | 47 | Brett Butler (R)       | 1–10            |
| SS-Green Light Racing       | Chevrolet Silverado | 07 | Sean Murphy            | 1               |
| SS-Green Light Racing       | Chevrolet Silverado | 07 | Donny Lia              | 2, 4, 6–7, 9–10 |
| SS-Green Light Racing       | Chevrolet Silverado | 07 | Tony Jackson, Jr.      | 3, 5, 8         |
| SS-Green Light Racing       | Chevrolet Silverado | 21 | Donny Lia              | 1               |
| SS-Green Light Racing       | Chevrolet Silverado | 21 | Butch Miller           | 2               |
| SS-Green Light Racing       | Chevrolet Silverado | 21 | Chris Eggleston        | 3–5, 7, 10      |
| SS-Green Light Racing       | Chevrolet Silverado | 21 | Johnny Chapman         | 6, 8            |
| SS-Green Light Racing       | Chevrolet Silverado | 21 | Chad McCumbee          | 9               |
| SS-Green Light Racing       | Dodge Ram           | 23 | Jason White            | 1–10            |
| Germain Racing              | Toyota Tundra       | 9  | Max Papis              | 1, 3, 6         |
| Germain Racing              | Toyota Tundra       | 30 | Todd Bodine            | 1–10            |
| Cobb Racing Team            | Ford F-150          | 10 | Jennifer Jo Cobb (R)   | 1–10            |
| DGM Racing                  | Chevrolet Silverado | 12 | Mario Gosselin         | 1–10            |
| ThorSport Racing            | Chevrolet Silverado | 13 | Johnny Sauter          | 1–10            |
| ThorSport Racing            | Chevrolet Silverado | 88 | Matt Crafton           | 1–10            |
| ThorSport Racing            | Chevrolet Silverado | 98 | Landon Cassill         | 1               |
| Circle Bar Racing           | Ford F-150          | 14 | Rick Crawford          | 1–4             |
| Billy Ballew Motorsports    | Toyota Tundra       | 15 | Ted Musgrave           | 1               |
| Billy Ballew Motorsports    | Toyota Tundra       | 15 | Steve Wallace          | 2, 4, 10        |
| Billy Ballew Motorsports    | Toyota Tundra       | 15 | Johnny Benson          | 3, 5–6          |
| Billy Ballew Motorsports    | Toyota Tundra       | 15 | Nelson Piquet, Jr.     | 7–9             |
| Billy Ballew Motorsports    | Toyota Tundra       | 51 | Aric Almirola          | 1–10            |
| Green Burton Motorsports    | Chevrolet Silverado | 16 | Wes Burton             | 5, 7            |
| Kyle Busch Motorsports      | Toyota Tundra       | 18 | Kyle Busch             | 1–2, 4, 6–7, 9  |
| Kyle Busch Motorsports      | Toyota Tundra       | 18 | Brian Ickler           | 3, 5, 10        |
| Kyle Busch Motorsports      | Toyota Tundra       | 18 | Johnny Benson          | 8               |
| Kyle Busch Motorsports      | Toyota Tundra       | 56 | Tayler Malsam          | 1–7             |
| Mike Harmon Racing          | Chevrolet Silverado | 24 | Mike Harmon            | 6, 10           |
| Jim Rosenblum Racing        | Chevrolet Silverado | 28 | L. W. Miller           | 1               |
| Jim Rosenblum Racing        | Chevrolet Silverado | 28 | Wayne Edwards          | 7               |
| Brad Keselowski Racing      | Dodge Ram           | 29 | Brad Keselowski        | 4, 7            |
| Sieg Racing                 | Chevrolet Silverado | 39 | Ryan Sieg              | 1–10            |
| Sieg Racing                 | Chevrolet Silverado | 93 | Shane Sieg             | 1–6             |
| Sieg Racing                 | Chevrolet Silverado | 93 | Mike Garvey            | 7–10            |
| Team Gill Racing            | Dodge Ram           | 46 | Dennis Setzer          | 1–2             |
| Team Gill Racing            | Dodge Ram           | 46 | Clay Greenfield        | 3               |
| Team Gill Racing            | Dodge Ram           | 46 | Willie Allen           | 4               |
| Team Gill Racing            | Dodge Ram           | 46 | Terry Jones            | 5–7             |
| Team Gill Racing            | Dodge Ram           | 46 | Brian Rose             | 8, 10           |
| Team Gill Racing            | Dodge Ram           | 46 | Chase Austin           | 9               |
| Team Gill Racing            | Dodge Ram           | 95 | Johnny Benson          | 1               |
| Team Gill Racing            | Dodge Ram           | 95 | Geoff Bodine           | 2               |
| Team Gill Racing            | Dodge Ram           | 95 | Lance Fenton           | 3–4             |
| Team Gill Racing            | Dodge Ram           | 95 | Tim Andrews            | 5–6             |
| Team Gill Racing            | Dodge Ram           | 95 | J. C. Stout            | 8               |
| Team Gill Racing            | Dodge Ram           | 95 | Terry Jones            | 9               |
| Team Gill Racing            | Dodge Ram           | 95 | Clay Gleenfield        | 10              |
| Fast Track Racing           | Chevrolet Silverado | 48 | Bryan Silas            | 1               |
| Fast Track Racing           | Chevrolet Silverado | 48 | Tim Bainey, Jr. (R)    | 2, 4            |
| Fast Track Racing           | Chevrolet Silverado | 48 | Hermie Sadler          | 3, 7, 9         |
| Fast Track Racing           | Chevrolet Silverado | 48 | Chad McCumbee          | 10              |
| Fast Track Racing           | Chevrolet Silverado | 49 | Chad McCumbee          | 1–2             |
| Make Motorsports            | Dodge Ram           | 50 | G. R. Smith            | 4–5             |
| Make Motorsports            | Chevrolet Silverado | 50 | T. J. Bell             | 7               |
| Schrader Racing             | Chevrolet Silverado | 52 | Ken Schrader           | 3               |
| William Bishop Motorsports  | Chevrolet Silverado | 53 | Justin Hobgood         | 1               |
| Norm Benning Racing         | Chevrolet Silverado | 57 | Norm Benning           | 1–10            |
| Wyler Racing                | Chevrolet Silverado | 60 | Stacy Compton          | 1–2, 4, 6, 9–10 |
| Wyler Racing                | Chevrolet Silverado | 60 | Narain Karthikeyan     | 3, 5, 7–8       |
| Gene Price Motorsports      | Chevrolet Silverado | 62 | Greg Pursley           | 10              |
| MB Motorsports              | Ford F-150          | 63 | Jack Smith             | 5, 8            |
| Tagsby Racing               | Chevrolet Silverado | 65 | Wayne Edwards          | 8               |
| Tagsby Racing               | Chevrolet Silverado | 73 | Chris Fontaine         | 8               |
| Stratus Racing Group        | Dodge Ram           | 74 | Derrike Cope           | 1               |
| Ray Hackett Racing          | Ford F-150          | 75 | Chris Jones            | 5               |
| Ray Hackett Racing          | Ford F-150          | 76 | Ryan Hackett           | 1–2             |
| Ray Hackett Racing          | Ford F-150          | 76 | Brian Johnson, Jr.     | 3–4             |
| Ray Hackett Racing          | Ford F-150          | 76 | Rick Crawford          | 5               |
| Rodenbeck Racing            | Chevrolet Silverado | 82 | Paddy Rodenbeck        | 3, 10           |
| Glenden Enterprises Team    | Chevrolet Silverado | 84 | Chris Fontaine         | 2, 4, 6, 9      |
| Brent Raymer Racing         | Ford F-150          | 85 | Brent Raymer           | 1–9             |
| Jimmy Dick Racing           | Chevrolet Silverado | 86 | Jamie Dick             | 5, 10           |
| LCS Motorsports             | Chevrolet Silverado | 87 | Chris Jonesd           | 2, 6–10         |
| Lafferty Motorsports        | Chevrolet Silverado | 89 | Wayne Edwards          | 1               |
| Lafferty Motorsports        | Ford F-150          | 89 | Mike Harmon            | 2, 4–5, 7–9     |
| Lafferty Motorsports        | Ford F-150          | 89 | Chris Lafferty         | 3, 6, 10        |
| Doug Stringer Motorsports   | Toyota Tundra       | 90 | Brad Sweet             | 2, 7, 9         |
| Doug Stringer Motorsports   | Toyota Tundra       | 90 | James Buescher         | 4               |
| Doug Stringer Motorsports   | Toyota Tundra       | 90 | Jesse Smith            | 5               |
| RBR Enterprises             | Chevrolet Silverado | 92 | Dennis Setzer          | 4, 7            |

- Musgrave corrió con el ''patrocinio'' de Hope for Haiti

## Resultados

### Campeonato de pilotos
10 mejores
| Pos. | Piloto            | Victoria(s) | Top 5 | Top 10 | Poles | Puntos | Diferencia |
| ---- | ----------------- | ----------- | ----- | ------ | ----- | ------ | ---------- |
| 1    | Todd Bodine       | 4           | 17    | 20     | 2     | 3937   |            |
| 2    | Aric Almirola     | 2           | 11    | 21     | 0     | 3730   | -207       |
| 3    | Johnny Sauter     | 1           | 14    | 16     | 0     | 3676   | -261       |
| 4    | Matt Crafton      | 0           | 10    | 20     | 1     | 3547   | -390       |
| 5    | Austin Dillon     | 2           | 7     | 16     | 7     | 3379   | -558       |
| 6    | Timothy Peters    | 1           | 5     | 16     | 2     | 3343   | -594       |
| 7    | Ron Hornaday, Jr. | 2           | 11    | 13     | 3     | 3310   | -627       |
| 8    | Mike Skinner      | 0           | 2     | 13     | 0     | 3256   | -681       |
| 9    | David Starr       | 0           | 0     | 9      | 0     | 3170   | -767       |
| 10   | Jason White       | 0           | 3     | 7      | 1     | 2979   | -958       |

| Marca     | Puntos | Victorias |
| --------- | ------ | --------- |
| Toyota    | 193    | 15        |
| Chevrolet | 177    | 10        |
| Ford      | 87     | 0         |
| Dodge     | 84     | 0         |
| Fuente:   |        |           |

| Piloto           | Puntos |
| ---------------- | ------ |
| Austin Dillon    | 285    |
| Justin Lofton    | 233    |
| Jennifer Jo Cobb | 180    |
| Brett Butler     | 154    |
| Fuente:          |        |